# Bắt chuột

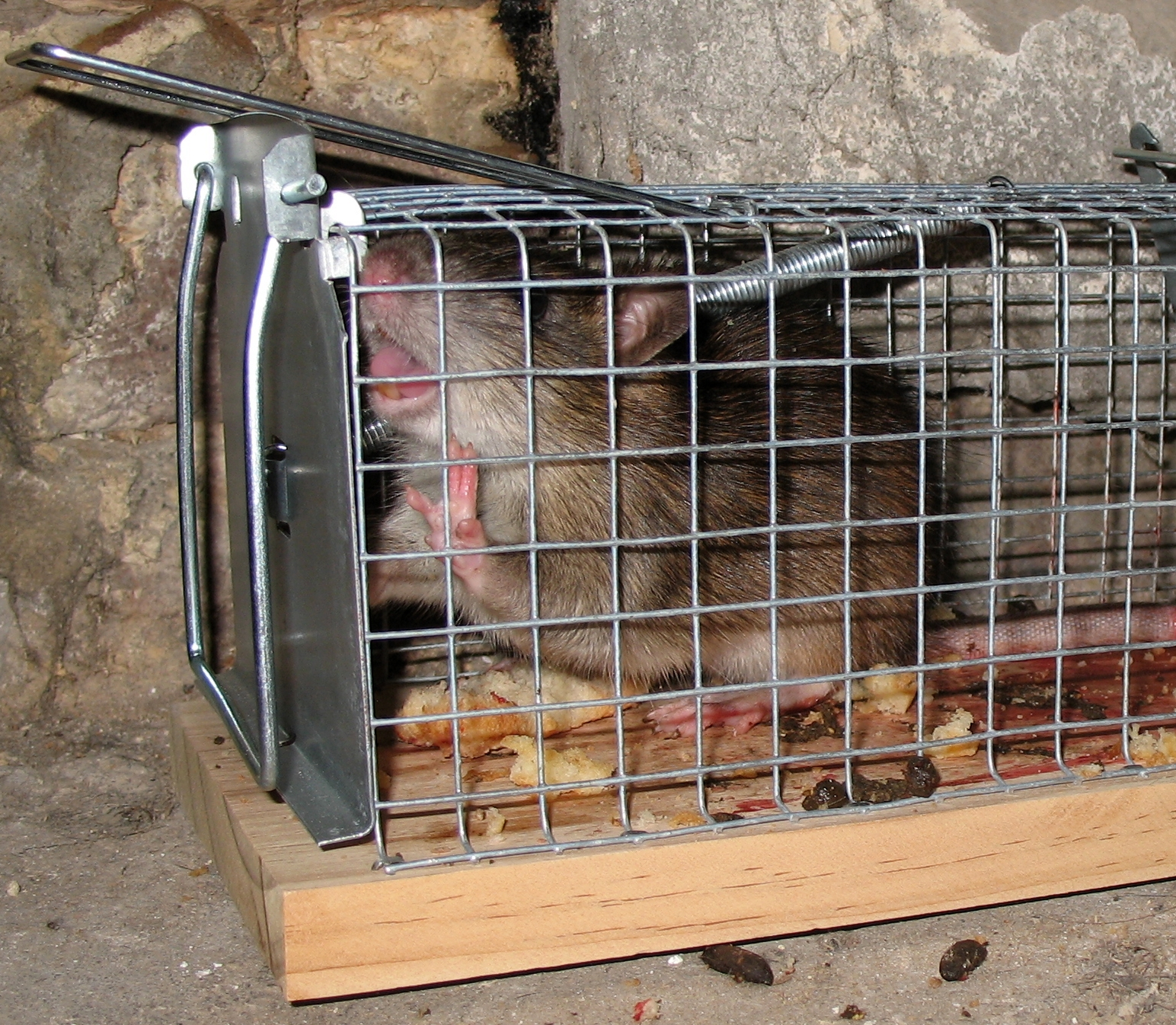
Một con chuột bị sập bẫy

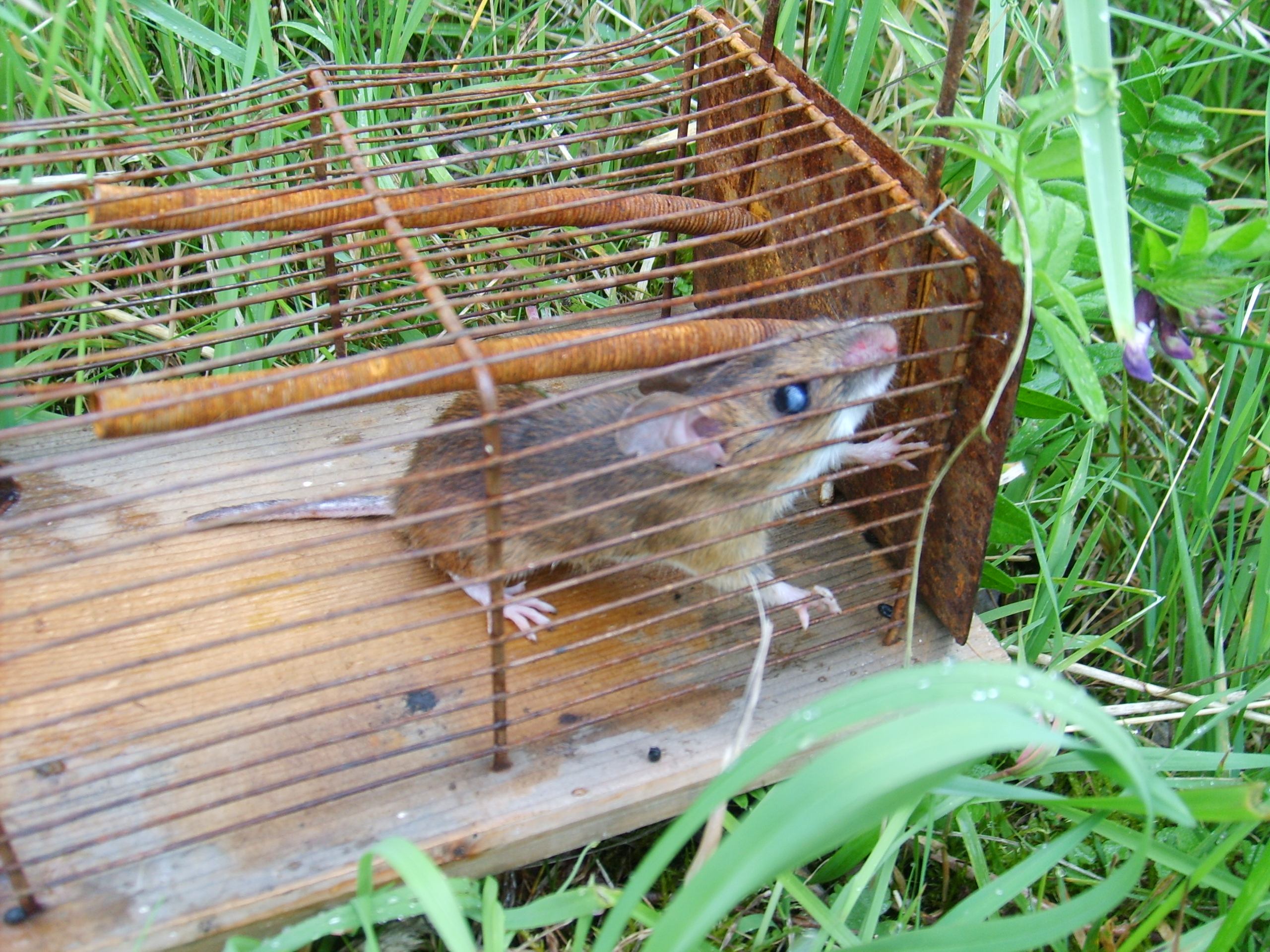

Bắt chuột hay diệt chuột, săn chuột hay săn bắt chuột là một hoạt động của con người nhằm lùng bắt, tiêu diệt loài chuột với mục đích kiểm soát số lượng loài có hại này. Ngoài ra việc săn các loại chuột đồng còn là một hoạt động tìm thực phẩm phục vụ cho những món đặc sản.

## Tổng quan
Từ lâu chuột luôn là vấn nạn của con người, con chuột là loài mà không ít người nhắc tới là khiếp sợ. Nhiều người nhìn thấy chuột chạy trong nhà thì la toáng hãi hùng. Nó là loài mang dịch bệnh khủng khiếp, có thể đe dọa tính mạng con người. Có nhiều phương pháp diệt chuột khác nhau chẳng hạn như bẫy chuột, dùng bả chuột dùng máy rung, sóng siêu âm đuổi chuột và dùng các loài động vật để săn chuột chẳng hạn như nuôi mèo hoặc huấn luyện các loài chó để săn bắt chuột, chó săn sục sạo tìm chuột.

## Chó săn
Thông thường, mỗi thợ săn phải dắt chó đi theo, nghe tiếng chó sủa, chuột sợ không dám bò ra khỏi hang, tha hồ đào bắt", chó sẽ đánh hơi ra chỗ ẩn nấp của con mồi, chó săn mũi thính không bỏ sót những hang có chuột lẩn trốn bên trong, người ta xuỵt chú chó lại. Con chó rúc mũi vào hang, sủa mấy tiếng, rồi luôn chân cào bới. Điều đó có nghĩa trong hang đang có chuột. Để chọn được chó săn chuột ưng ý rất khó, trong các tiêu chuẩn chọn chó thì phải chọn được chó có hình dáng ngực nở, mình trắm, phần đầu trán hơi nhô về phía trước, mũi ba ba để ngửi vật.
Những chú chó nghiệp vụ đóng vai trò chủ chốt, Chó nghiệp vụ săn chuột ở Việt Nam thuộc giống chó cỏ nhưng phải qua đào tạo nhiều tháng thì mới hình thành kỹ năng săn chuột. Để huấn luyện một chú chó thành thục đi bắt chuột cũng phải mất hai năm. chó có nhiệm vụ đi khảo sát, nắm tình hình, đánh hơi chuột từ các miệng hang nhan nhản ngoài đồng. Phát hiện ra mục tiêu, chúng khịt khịt mũi hoặc sủa lên để gọi chủ tới. Hai chân trước của chúng bới mạnh vào hang chuột. Nếu chuột chạy ra ngay, chó lập tức đuổi theo và tóm gọn.